# スージー・ヴォルフ
スージー･ヴォルフ（Susie Wolff 旧姓:ストッダート Stoddart, MBE 1982年12月6日 - ）は、イギリス・スコットランド出身の女性元レーシングドライバー。2006年からドイツツーリングカー選手権に参戦している。2012年にウィリアムズF1チームの開発ドライバーとして契約した。
2011年10月にドイツツーリングカー選手権やF3でメルセデスのプログラムを運営するHWAの共同オーナーであり、当時ウィリアムズF1の常務取締役であったトト・ヴォルフと結婚し、スイスのエルマティンゲンに居住している。

## 経歴

### カート
カートレースからキャリアを始めた。1996年にはイギリス女性カートドライバー・オブ・ザ・イヤーに選出された。1997年は多くの異なったカテゴリに参加し、その多くでトップを獲得した。彼女は24回中東カート選手権、スコットランド・ジュニアインターコンチネンタル「A」およびスコットランド・オープンジュニアインターコンチネンタル「A」カテゴリーのタイトルを獲得し、イギリス女性カートドライバー・オブ・ザ・イヤーに再び選出された。
1998年に彼女はイギリス・ジュニアインターコンチネンタル「A」カテゴリにステップアップし、ランキング10位となった。またフェデレーションカップ・ユーロピアン・インターコンチネンタル「A」選手権にも参加し、11位となる。同年再びイギリス女性カートドライバー・オブ・ザ・イヤーに選出された。
1999年、彼女はイギリス・フォーミュラ「A」選手権に参加し13位となる。また、フォーミュラ「A」世界選手権では34位となり、この年もイギリス女性カートドライバー・オブ・ザ・イヤーに選出された。2000年にはイギリス国内選手権でランキング10位となり、世界選手権では15位となった。この年は世界トップ女性カートドライバーに選出された。

### フォーミュラ

#### ジュニアフォーミュラ～DTM
2001年の冬期シリーズのみの参戦を機に、2002年からは2004年までフォーミュラ・ルノーにフル参戦した。
2002年は目立った活躍をせずに終わったものの、2003年は表彰台1回獲得で年間9位、2004年は同3回で5位とまずまずの戦績を残した。
2005年にはイギリス・フォーミュラ3選手権にステップアップ。ただし、足首の怪我により2戦のみの出走でランキング18位に留まった。
2006年からはドイツツーリングカー選手権に活動の場を移し、2012年までレギュラードライバーとして出走。
しかし、5年目の2010年に2度の7位入賞を記録した以外は全レースを通じてノーポイントに終わる。

#### F1
2012年から、夫のトト・ヴォルフが常務取締役を務めるウィリアムズと技術開発ドライバーとして契約した。
2014年はイギリスGPとドイツGPのフリー走行でグランプリウィークにマシンを走らせた。Ｆ1公式セッションに出走した女性ドライバーは1992年のジョバンナ・アマティ（ブラバム）以来となった。なお、この際はバルテリ・ボッタスのマシンを使用している。
2015年はテストドライバーに昇進した。この年の第2戦マレーシアGPでは負傷を抱えていたボッタスが出走するか微妙な状況が続き、代役としてヴォルフのデビューが噂された。リザーブドライバーがおらず、事実上はヴォルフがレギュラー2人に次ぐ3番手の地位にあったことも報道に拍車をかけた。しかしウィリアムズはそのリザーブとしてエイドリアン・スーティルと急遽契約し、また最終的にはボッタスが回復したためヴォルフの参戦は幻に終わる。
2015年11月、モータースポーツ競技からの引退を表明した。

### 引退後
引退後の2017年4月、第1子を出産。
2018年、フォーミュラEに参戦するヴェンチュリー・レーシングのチーム代表に就任。2022年1月には同チームの最高経営責任者（CEO）に昇格するが、同年8月にはCEOを辞任しチームを離れた。
2023年3月、女性ドライバー限定レースとして同年より発足するF1アカデミーのマネージングディレクターに就任した。

## レース戦績

### 略歴
| 年   | シリーズ                         | チーム                                               | レース           | 勝利             | PP               | FL               | 表彰台           | ポイント         | 順位             |
| ---- | -------------------------------- | ---------------------------------------------------- | ---------------- | ---------------- | ---------------- | ---------------- | ---------------- | ---------------- | ---------------- |
| 2002 | フォーミュラ・ルノーUK（英語版） | チーム・DFR                                          | 11               | 0                | 0                | 0                | 0                | 45               | 18位             |
| 2003 | フォーミュラ・ルノーUK（英語版） | モタワールド・レーシング                             | 17               | 0                | 0                | 0                | 1                | 215              | 9位              |
| 2004 | フォーミュラ・ルノーUK（英語版） | コムテック・レーシング・ウィズ・ダッカムス（英語版） | 20               | 0                | 0                | 0                | 3                | 284              | 5位              |
| 2005 | イギリス・フォーミュラ3          | アラン・ドッキング・レーシング（英語版）             | 2                | 0                | 0                | 0                | 0                | 2                | 18位             |
| 2006 | ドイツツーリングカー選手権       | ミュッケ・モータースポーツ（英語版）                 | 10               | 0                | 0                | 0                | 0                | 0                | 17位             |
| 2007 | ドイツツーリングカー選手権       | ミュッケ・モータースポーツ（英語版）                 | 10               | 0                | 0                | 0                | 0                | 0                | 20位             |
| 2008 | ドイツツーリングカー選手権       | パーソン・モータースポーツ（英語版）                 | 11               | 0                | 0                | 0                | 0                | 0                | 18位             |
| 2009 | ドイツツーリングカー選手権       | パーソン・モータースポーツ（英語版）                 | 10               | 0                | 0                | 0                | 0                | 0                | 16位             |
| 2010 | ドイツツーリングカー選手権       | パーソン・モータースポーツ（英語版）                 | 11               | 0                | 0                | 0                | 0                | 4                | 13位             |
| 2011 | ドイツツーリングカー選手権       | パーソン・モータースポーツ（英語版）                 | 10               | 0                | 0                | 0                | 0                | 0                | 18位             |
| 2012 | フォーミュラ1                    | ウィリアムズF1チーム                                 | 開発ドライバー   | 開発ドライバー   | 開発ドライバー   | 開発ドライバー   | 開発ドライバー   | 開発ドライバー   | 開発ドライバー   |
| 2012 | ドイツツーリングカー選手権       | パーソン・モータースポーツ                           | 10               | 0                | 0                | 0                | 0                | 0                | 22位             |
| 2013 | フォーミュラ1                    | ウィリアムズF1チーム                                 | 開発ドライバー   | 開発ドライバー   | 開発ドライバー   | 開発ドライバー   | 開発ドライバー   | 開発ドライバー   | 開発ドライバー   |
| 2014 | フォーミュラ1                    | ウィリアムズ・マルティーニ・レーシング               | テストドライバー | テストドライバー | テストドライバー | テストドライバー | テストドライバー | テストドライバー | テストドライバー |
| 2015 | フォーミュラ1                    | ウィリアムズ・マルティーニ・レーシング               | テストドライバー | テストドライバー | テストドライバー | テストドライバー | テストドライバー | テストドライバー | テストドライバー |

### イギリス・フォーミュラ3・インターナショナル・シリーズ
| 年     | チーム                         | シャシー       | エンジン   | 1       | 2        | 3     | 4     | 5     | 6     | 7     | 8     | 9     | 10    | 11    | 12    | 13    | 14    | 15    | 16    | 17    | 18    | 19    | 20    | 21    | 22    | 23    | 24    | 順位 | ポイント |
| ------ | ------------------------------ | -------------- | ---------- | ------- | -------- | ----- | ----- | ----- | ----- | ----- | ----- | ----- | ----- | ----- | ----- | ----- | ----- | ----- | ----- | ----- | ----- | ----- | ----- | ----- | ----- | ----- | ----- | ---- | -------- |
| 2005年 | アラン・ドッキング・レーシング | ダラーラ・F305 | 無限ホンダ | DON 1 9 | DON 2 11 | SPA 1 | SPA 2 | CRO 1 | CRO 2 | KNO 1 | KNO 2 | THR 1 | THR 2 | CAS 1 | CAS 2 | MZA 1 | MZA 2 | MZA 3 | SIL 1 | SIL 2 | SIL 3 | NÜR 1 | NÜR 2 | MON 1 | MON 2 | SIL 1 | SIL 2 | 18位 | 2        |

- 太字はポールポジション、斜字はファステストラップ。(key)

### ドイツツーリングカー選手権
| 年     | チーム                     | 車両                          | 1       | 2      | 3       | 4       | 5       | 6       | 7       | 8       | 9       | 10      | 11      | 順位 | ポイント |
| ------ | -------------------------- | ----------------------------- | ------- | ------ | ------- | ------- | ------- | ------- | ------- | ------- | ------- | ------- | ------- | ---- | -------- |
| 2006年 | ミュッケ・モータースポーツ | AMG・メルセデス C-Klasse 2004 | HOC 10  | LAU 15 | OSC 15  | BRH 16  | NOR 14† | NÜR Ret | ZAN 12  | CAT 15  | BUG 13  | HOC 9   |         | 17位 | 0        |
| 2007年 | ミュッケ・モータースポーツ | AMG・メルセデス C-Klasse 2006 | HOC Ret | OSC 16 | LAU 12  | BRH 16  | NOR 16  | MUG 10  | ZAN 17  | NÜR 18  | CAT Ret | HOC 14  |         | 20位 | 0        |
| 2008年 | パーソン・モータースポーツ | AMG・メルセデス C-Klasse 2007 | HOC 16  | OSC 14 | MUG 15  | LAU 17† | NOR 10  | ZAN 15  | NÜR 12  | BRH 19  | CAT Ret | BUG 12  | HOC Ret | 18位 | 0        |
| 2009年 | パーソン・モータースポーツ | AMG・メルセデス C-Klasse 2008 | HOC Ret | LAU 11 | NOR 10  | ZAN 11  | OSC 10  | NÜR 11  | BRH 13  | CAT 15  | DIJ 14  | HOC 16† |         | 16位 | 0        |
| 2010年 | パーソン・モータースポーツ | AMG・メルセデス C-Klasse 2008 | HOC 11  | VAL 10 | LAU 7   | NOR 15  | NÜR Ret | ZAN 15  | BRH Ret | OSC 10  | HOC 7   | ADR 14  | SHA 11  | 13位 | 4        |
| 2011年 | パーソン・モータースポーツ | AMG・メルセデス C-Klasse 2008 | HOC 12  | ZAN 12 | SPL 13  | LAU DNS | NOR 13  | NÜR 14  | BRH 14  | OSC Ret | VAL 11  | HOC 15  |         | 18位 | 0        |
| 2012年 | パーソン・モータースポーツ | AMG・メルセデス C-Coupé       | HOC 12  | LAU 21 | BRH 20† | SPL 14  | NOR Ret | NÜR 17  | ZAN 12  | OSC Ret | VAL 13  | HOC 13  |         | 22位 | 0        |

- 太字はポールポジション、斜字はファステストラップ。(key)
- † : リタイアだが、90%以上の距離を走行したため規定により完走扱い。

### フォーミュラ1
| 年     | エントラント | シャシー | エンジン                          | 1   | 2   | 3   | 4   | 5      | 6   | 7   | 8   | 9      | 10     | 11  | 12  | 13  | 14  | 15  | 16  | 17  | 18  | 19  | WDC | ポイント |
| ------ | ------------ | -------- | --------------------------------- | --- | --- | --- | --- | ------ | --- | --- | --- | ------ | ------ | --- | --- | --- | --- | --- | --- | --- | --- | --- | --- | -------- |
| 2014年 | ウィリアムズ | FW36     | メルセデス PU106A Hybrid 1.6 V6 t | AUS | MAL | BHR | CHN | ESP    | MON | CAN | AUT | GBR TD | GER TD | HUN | BEL | ITA | SIN | JPN | RUS | USA | BRA | ABU | -   | -        |
| 2015年 | ウィリアムズ | FW37     | メルセデス PU106B Hybrid 1.6 V6 t | AUS | MAL | CHN | BHR | ESP TD | MON | CAN | AUT | GBR TD | HUN    | BEL | ITA | SIN | JPN | RUS | USA | MEX | BRA | ABU | -   | -        |

- 太字はポールポジション、斜字はファステストラップ。(key)